# زینبر
زینبر، روستایی از توابع بخش رودبار شهرستان شهرستان قزوین در استان قزوین ایران است.

## جمعیت
این روستا در دهستان رودبار محمد زمانی قرار دارد و براساس سرشماری مرکز آمار ایران در سال ۱۳۸۵، جمعیت آن زیر سه خانوار بوده‌است.